# Kaczorowo
Kaczorowo (deutsch Waldhof) ist ein Ort in der polnischen Woiwodschaft Ermland-Masuren, der zur Landgemeinde Budry (Buddern) im Powiat Węgorzewski (Kreis Angerburg) gehört.

## Geographische Lage
Kaczorowo liegt im Nordosten der Woiwodschaft Ermland-Masuren, sieben Kilometer nordöstlich der Kreisstadt Węgorzewo (Angerburg).

## Geschichte
Bei dem einst Waldhof genannten kleinen Ort handelte es sich um ein Gut und Vorwerk. Der Ort war bis 1945 Wohnplatz in der Gemeinde Brosowken (1938 bis 1945 Birkenhöhe (Ostpr.), polnisch Brzozówko) im Amtsbezirk Popiollen (polnisch Popioły), der – zwischen 1939 und 1945 in „Amtsbezirk Albrechtswiesen“ umbenannt – zum Kreis Angerburg im Regierungsbezirk Gumbinnen der preußischen Provinz Ostpreußen gehörte.
1945 kam Waldhof in Kriegsfolge mit dem gesamten südlichen Ostpreußen zu Polen und heißt seither auf Polnisch „Kaczorowo“. Es ist heute dem Schulzenamt (polnisch Sołectwo) Wola (Freyhof) im Verbund der Landgemeinde Budry im Powiat Węgorzewski zugeordnet, vor 1998 der Woiwodschaft Suwałki, seither der Woiwodschaft Ermland-Masuren zugehörig.

## Religionen
Bis 1945 war Waldhof in die evangelische Kirche Buddern in der Kirchenprovinz Ostpreußen der Kirche der Altpreußischen Union eingepfarrt. Heute ist Kaczorowo Teil der evangelischen Kirchengemeinde in Węgorzewo (Angerburg), einer Filialgemeinde der Pfarrei in Giżycko (Lötzen) in der Diözese Masuren der Evangelisch-Augsburgischen Kirche in Polen.
Gehörte Waldhof vor 1945 zur katholischen Kirche Zum Guten Hirten Angerburg im Bistum Ermland, so ist Kaczorowo heute der Pfarrei Budry im Bistum Ełk (Lyck) der Römisch-katholischen Kirche in Polen zugeordnet.

## Verkehr
Kaczorowo liegt verkehrstechnisch ein wenig abgelegen und ist von der polnischen Woiwodschaftsstraße DW 650 und einstigen deutschen Reichsstraße 136 nur über eine Nebenstraße erreichbar, die bei Droglewo (Karlshof) abzweigt und über Wola (Freyhof) nach Brzozówko (Brosowken, 1938 bis 1945 Birkenhöhe (Ostpr.)) führt. Ein Bahnanschluss besteht nicht.